# Al-Wa’adila
Al-Wa’adila – wieś w Egipcie, w muhafazie Asjut. W 2006 roku liczyła 3474 mieszkańców.